# Asia Central
Asia Central es una de las veintidós subregiones en que la ONU divide el mundo. Está compuesta por cinco paísesː Kazajistán, Kirguistán, Tayikistán, Turkmenistán y Uzbekistán. Sus mayores ciudades son Taskent (Uzbekistán), Almatý (Kazajistán), Asjabad (Turkmenistán), Dusambé (Tayikistán) y Biskek (Kirguistán).
Limita al norte con Asia del Norte, al este con Asia Oriental, al sur con Asia del Sur y al oeste y noroeste con la parte europea de Rusia. Con 74.321.042 hab. en 2013 es la segunda región menos poblada —por delante de Asia del Norte—; con 4 millones de km², la menos extensa; y con 18,55 hab./km², la segunda menos densamente poblada, nuevamente por delante de Asia del Norte.
Esta parte de Asia se ha caracterizado históricamente por sus pueblos nómadas y por la Ruta de la Seda. Como resultado, ha sido la vía por la que se han movido personas, bienes e ideas entre Europa, Oriente Medio, Asia del Sur y Asia Oriental.
Hay varias definiciones de Asia Central. Actualmente, se sigue la definición de la subregión de la ONU, compuesta por cinco repúblicas ex-soviéticas: Kazajistán, Kirguistán, Tayikistán, Turkmenistán y Uzbekistán. En ocasiones, por razones étnicas, se incluyen a Mongolia, Afganistán, Gilgit-Baltistán, el noreste de Irán, el noroeste de India y el oeste de China. En ocasiones, se amplia aún más para acoger otras partes de China como Qinghai, Tíbet, Gansu y Mongolia Interior, así como el sur de Siberia. Dado que las cinco repúblicas ex-soviéticas terminan con el sufijo "-stán" (que en persa significa "lugar de"), a la región se la llama coloquialmente como los Stans.
Previo al nacimiento de Mahoma y durante la Edad Media, estaba poblada por pueblos iranios que incluía a sogdianos y corasmios sedentarios y a escitas y alanos seminómadas. La población sedentaria desempeñaba un importante papel en la historia de la zona; los tayikos, pastunes, pamiris y otros pueblos iranios siguen presentes en la zona. Sin embargo, tras la expansión de los pueblos túrquicos, se convirtió también en la patria de los uzbekos, kazajos, kirguís y uigures, de forma que en ocasiones Asia Central recibe el nombre de Turquestán.

## Definición

Mapa político de Asia Central, 2008.

Mapa de Asia Central incluyendo a Afganistán.

Composición lingüística.

Asia Central es la región que engloba a las naciones que se encuentran en la parte central de Asia. No existe un acuerdo unánime sobre qué territorios conforman la región. Sin embargo, existe un consenso general sobre algunas áreas geográficas definidas que sin duda pertenecen a esta zona; es el caso de las actuales repúblicas de Kazajistán, Kirguistán, Tayikistán, Turkmenistán y Uzbekistán.
Suelen considerarse también como parte de la zona, por vínculos geográficos, históricos y culturales, a la Región Autónoma de Mongolia Interior de la República Popular China, y a entidades federales integrantes de la Federación de Rusia: la República Kalmyk, la República de Tatarstán, la República de Bashkortostán, la República de Altái, la República de Tuvá, la República de Buriatia, y parte de la República de Sajá. Esta delimitación tiene sentido en la época actual, pero en términos históricos es habitual extender la denominación para comprender Afganistán, partes de Irán, Pakistán, Siberia, Cachemira y el Tíbet y las actuales repúblicas de Armenia, Azerbaiyán y Georgia, aunque estas tres últimas suelen incluirse también dentro del Cáucaso.
Geográficamente, el límite meridional de Asia Central está señalado por una línea casi ininterrumpida de cadenas montañosas, de unos 6.500 km de longitud, que llega desde la China hasta el mar Negro, dificultando el acceso hacia el interior desde Asia del Sureste, el subcontinente indio y Oriente Medio. Las cadenas montañosas son, de este a oeste, el Nan Shan, el Altyn-Tagh, los Karakórum, el Hindú Kush, el Elburz y las montañas del Cáucaso.
Al sur de la línea se hallan dos extensas planicies cuya historia ha estado estrechamente relacionada con la de la propia Asia Central; dichas planicies son la meseta del Tíbet, cerrada al sur por el Himalaya, y la meseta de Irán, flanqueada por el sureste por las montañas de Kirthar y de Suleimán y al suroeste por los montes Zagros.
Los límites oriental y occidental de Asia Central son más difíciles de definir. En el este se puede trazar una línea a lo largo de la Gran Muralla China que continúa después, en dirección norte, desde Jehol, siguiendo el final de la zona de bosques de Manchuria; en el oeste, sin embargo, las praderas de Ucrania, que se extienden hasta Rumania y Hungría, constituyen una continuación geográfica e histórica de la zona de las estepas de Asia Central.
A pesar de que predomina la estepa, Asia Central, que se encuentra situada aproximadamente entre los 35° y los 55° de latitud, ofrece una amplia variedad de rasgos físicos, ya que contiene algunas de la cadenas montañosas más altas del mundo junto con algunas de las depresiones más notables como son las existentes al noreste del Caspio y alrededor de Turfan, en Sinkiang; los mismos extremos muestran también las temperaturas.

## Historia

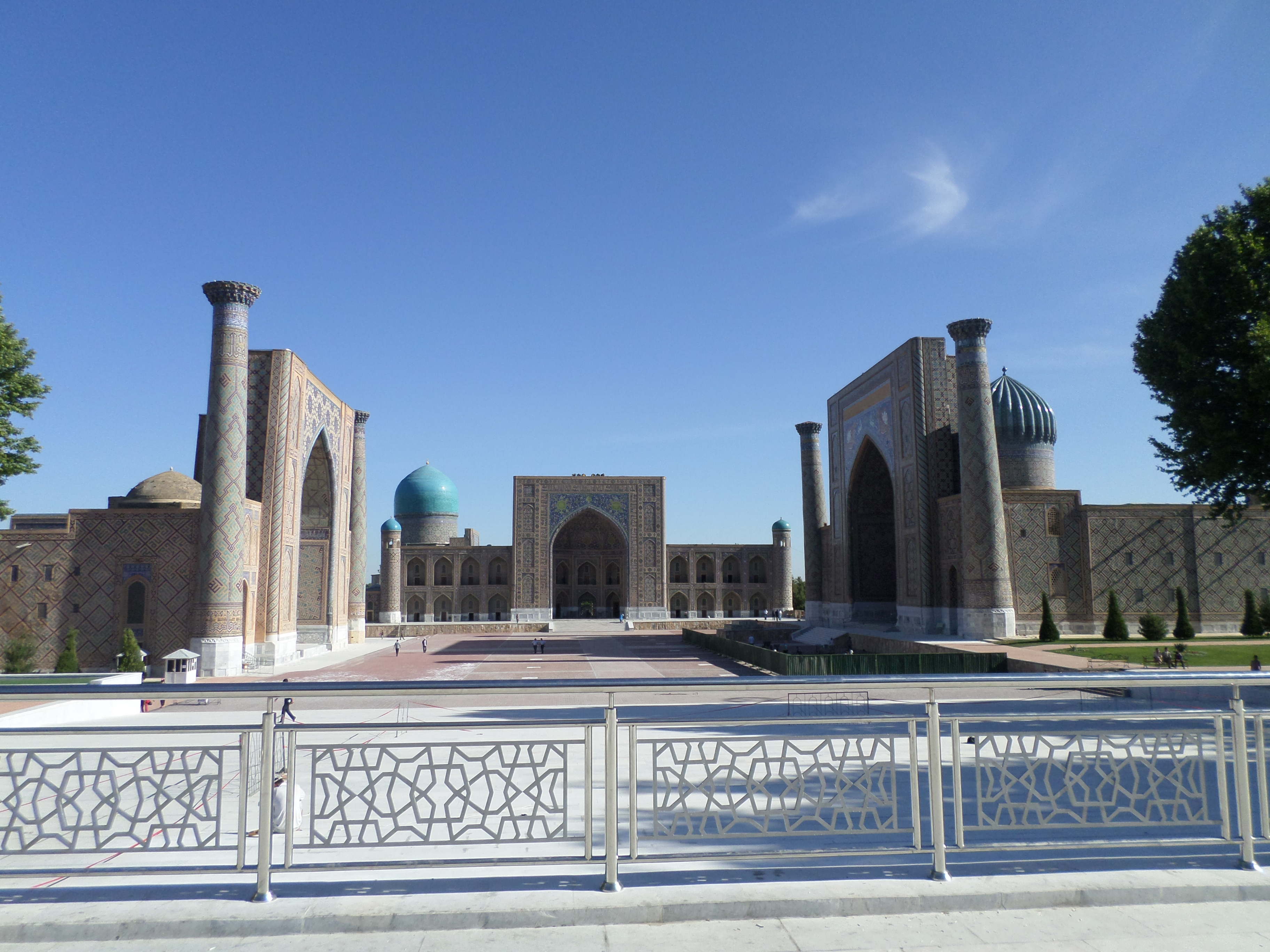
Plaza del Registán de Samarcanda.

La historia de Asia Central ha estado condicionada principalmente por el clima y la geografía de la zona. La aridez de la región dificulta la práctica de la agricultura y su distancia al mar la aísla en gran medida del comercio. En consecuencia solo se han formado unas pocas ciudades de gran tamaño, y el área estuvo dominada durante milenios por los pueblos nómadas de la estepa.
Las relaciones entre los nómadas de la estepa y la población sedentaria de Asia Central fueron durante mucho tiempo conflictivas. El estilo de vida nómada se adaptaba muy bien a la práctica de la guerra y los jinetes de la estepa fueron uno de los pueblos del mundo con mayor potencial militar, aunque estaban limitados por la falta de unidad interna. En las ocasiones en las que muchas tribus quedaron bajo el mando de grandes líderes crearon ejércitos casi imparables, como en la invasión de Europa emprendida por los hunos, los ataques Wu Hu a China y sobre todo la conquista de buena parte de Eurasia por los mongoles.
El dominio de los nómadas terminó en el siglo XVI, cuando las armas de fuego permitieron a los pueblos sedentarios controlar la región. Desde entonces Rusia, China y otras potencias se expandieron por la región y llegaron a tomar control de la mayor parte de Asia Central a finales del siglo XIX. Tras la Revolución rusa, la mayoría de regiones de Asia Central fueron incorporadas a la Unión Soviética (URSS); solo Mongolia permaneció independiente, aunque en la práctica era un estado satélite. Las zonas soviéticas de Asia Central se industrializaron y se construyó mucha infraestructura. Al mismo tiempo, se suprimieron las culturas locales, y se produjeron miles de reclusiones de kuláks en los campos del Gulag así como cientos de miles de muertes durante las deportaciones étnicas y en el curso de los programas de colectivización fallidos.
Tras el colapso de la URSS, cinco países de Asia Central obtuvieron la independencia. En estos nuevos estados buena parte del poder está en manos de antiguos oficiales soviéticos. Ninguna de estas repúblicas, exceptuando Kirguistán, puede considerarse una democracia. El resto de regiones de Asia Central forman parte de la República Popular China.

## Geografía

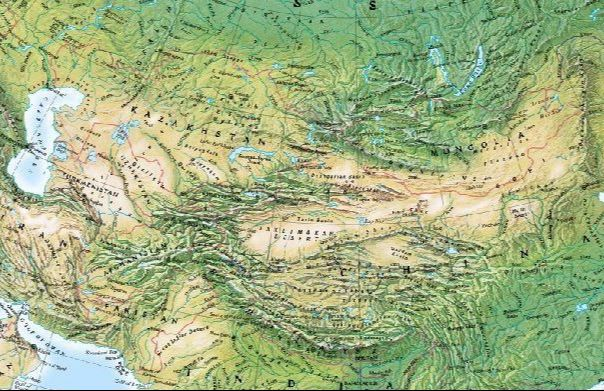
Mapa físico que abarca desde el Cáucaso en el noroeste a Mongolia al noreste.

Desde un punto de vista geográfico, constituye una extensa región de variada geografía, desde altas montañas (Tian Shan), vastos desiertos (Kara Kum, Kyzyl Kum, Taklamakán) y estepas cubiertas de hierba. Las grandes estepas centroasiáticas se consideran unidas a la de Europa del Este como una zona geográfica homogénea, la Estepa euroasiática.
La mayoría de la tierra es demasiado seca o accidentada para la agricultura. El desierto de Gobi se extiende a los pies de la Cordillera del Pamir, 77° E, hasta los montes Gran Jingán (Da Hinggan), 116°–118° E.
Entre sus puntos se cuentan:
- El desierto más alto del mundo (de dunas), en Buurug Deliin Els, Mongolia, 50°18′ N.
- El permafrost más sureño del hemisferio norte, en Erdenetsogt sum, Mongolia, 46°17′ N.
- La distancia más corta del mundo entre un desierto no helado y permafrost: 770 km.

La mayoría de la población se gana la vida del pastoreo aunque en las ciudades de la región existen centros de actividad industrial.
Respecto a la hidrografía, los principales ríos son el Amu Darya, el Syr Darya y el Hari; los lagos son el agonizante mar de Aral y el lago Baljash, ambos parte de la extensa cuenca endorreica de Asia central/occidental que incluye al mar Caspio. Ambos cuerpos de agua han bajado su nivel en las últimas décadas debido al desvío de las aguas de los ríos a propósitos industriales y de irrigación. El agua es un recurso extremadamente valioso en la árida Asia Central capaz de llevar a importantes disputas.

### Clima
Puesto que no se halla ninguna gran masa de agua que amortigüe su clima, las fluctuaciones de temperatura son muy severas.
Según la clasificación climática de Köppen, Asia Central es parte de la ecozona paleártica. El mayor bioma de la región es el llamado "praderas, sabanas y matorrales de clima templado". Otros biomas existentes son praderas y matorrales de montaña, matorrales desérticos y áridos y bosque templado de coníferas.

## Cultura
La región forma parte importante del Islam clásico.